# Jaume Vallcorba i Rocosa
Jaume Vallcorba i Rocosa (Barcelona, 31 d'agost de 1920 - Barcelona, 28 de setembre de 2010) va ser un enginyer i lingüista català, deixeble de Pompeu Fabra.

## Biografia
Era fill de Jaume Vallcorba i Roger (+ 1933) i de Teresa Rocosa i Palet (+ 1929). Va esdevenir orfe de pare i mare a molt tendra edat. Casat al 1948 amb Teresa Plana i Monné varen ser pare de l'editor Jaume Vallcorba i Plana, va rebre la Creu de Sant Jordi de la Generalitat de Catalunya el 2003 "pel seu impuls constant a l'ensenyament i l'ús, també en l'àmbit de l'Administració, de la nostra llengua". Aquesta tasca, exercida -si cal amb dificultats- dels anys 60 en endavant, es va traduir en nombroses iniciatives vinculades a Òmnium Cultural i a la seva Delegació d'Ensenyament Català, a la històrica Junta Assessora per als Estudis de Català o al popular Bloc Maragall, entre altres publicacions. Va crear, amb Manuel Miquel i Planas el Butlletí Interior dels Seminaris d'Ensenyament de Català, on va publicar molts estudis gramaticals per a afavorir i millorar la llengua. La seva obra completa ha estat compilada pel seu amic Lluís Marquet i Ferigle.

## Obra
- Els verbs "ésser" i "estar" en català.  Barcelona: Universitat de Barcelona. Departament de Filologia Catalana : Curial, 1978 (Biblioteca Torres Amat ; 7). ISBN 8472561488.
- Punts essencials de català en lliçons breus.  Barcelona: Miquel Arimany, 1978. ISBN 8472111253.. Selecció de textos lingüístics i gramaticals inserits al Bloc Maragall de 1964 a 1978.
- Història dels verbs ésser i estar (en català i en castellà). Primera part. Vilassar de Mar: Oikos Tau, 1996, 104 p. («Col·lecció La Busca»)
- El sorprenent camí de ser a estar (Per què el castellà feu parcialment aquesta evolució i no l'ha feta el català). Inèdit en text electrònic, 1997, 74 p. [OC, I, 599-682]
- Obra gramatical i lingüística completa Volums I. Presentació. A. Monografies. Edició a cura de Josep Ferrer i Lluís Marquet. Revisió general de textos a cura de Jem Cabanes. Barcelona: Publicacions de l'Abadia de Montserrat, 2010, 692 p. («Textos i Estudis de Cultura Catalana»,157).
- Obra gramatical i lingüística completa. Volum II: B. Articles i textos breus. Edició a cura de Josep Ferrer i Lluís Marquet (†). Revisió general de textos a cura de Jem Cabanes. Barcelona: Publicacions de l'Abadia de Montserrat, 2011, 660 p. («Textos i Estudis de Cultura Catalana», 163).
- Obra gramatical i lingüística completa. Volum III: C. Notes gramaticals i lingüístiques del Bloc Maragall (1979 – 2009). D. Apèndixs. E. Índexs generals. Edició a cura de Josep Ferrer i Lluís Marquet (†). Revisió general de textos a cura de Jem Cabanes. Barcelona: Publicacions de l'Abadia de Montserrat, en curs d'edició.
- La campanya lingüística de l'Avenç. Recensions dels textos periodístics, rèpliques i polèmiques. Inèdit mecanografiat, 1977, 85 p. [OC, I, 85-134]
- Els mots parasintètics del català. Inèdit mecanografiat, 1978, 42 p. [OC, I, 309-340]

Articles i textos breus:
1. «Funcions del llenguatge». Inèdit mecanografiat, 1963. [OC, II, 11-22]
2. «L'ús dels verbs ésser i estar». Curs elemental de català basat en el llibre “Exercicis de gramàtica catalana - ortografia” de Jeroni Marvà, Editorial Barcino, Barcelona, «Lliçó XI: 4.- Llenguatge» i «Lliçó XII: 3.- Llenguatge», s. d. [1965], p. 18-22. [OC, II, 23-25]
3. «De parlar i d'escriure». Inèdit, 1965. [OC, II, 26-31]
4. «Notes a l'entorn d'unes paraules (seny, esma)». Criterion, 26 (1965): «La Llengua Catalana**. Als 80 anys del poeta Josep Carner», p. 69-82. [OC, II, 32-39]
5. «Record de Pompeu Fabra». Serra d'Or, VII-1 (gener 1965), p. 62. [OC, II, 40-41]
6. «Postil·la del Seminari de Didàctica». Comissió Delegada d'Ensenyament (C. d'E. F. Eiximenis). Seminaris, maig 1966. [OC, II, 42-43]
7. «Tres llibres sobre la llengua». Serra d'Or, IX-1 (gener 1967), p. 54. [OC, II, 44-46]
8. «Ús dels verbs estar i ésser». Comissió Delegada d'Ensenyament (C. E. F. E.) - Seminaris. Barcelona. Carta circular exclusivament per als socis, maig 1967, p. 1-7. [OC, II, 47-55]
9. «El gerundi estant». Butlletí dels Seminaris d'Ensenyament de Català. Circular adreçada exclusivament als Professors, desembre 1967-gener 1968, p. 1-3. [OC, II, 56-61]
10. «Comunicació sobre l'ús dels verbs ésser i estar». Publicat, com a nota editorial sense signar, al Butlletí dels Seminaris d'Ensenyament de Català. Circular adreçada exclusivament als professors, desembre 1967-gener 1968, p. 3-4. [OC, II, 62-66]
11. «Tornant al tema: ésser i estar». Butlletí dels Seminaris d'Ensenyament de Català. Circular adreçada exclusivament als Professors, maig 1968, p. 1-4. [OC, II, 62-66]
12. «Estar en». Butlletí dels Seminaris d'Ensenyament de Català. Circular adreçada exclusivament als Professors, juny 1968, p. 1-2. [OC, II, 67-69]
13. «Els verbs ésser i estar en els predicats locatius». Butlletí dels Seminaris d'Ensenyament de Català. Circular adreçada exclusivament als Professors, octubre 1968, p. 4-11. [OC, II, 70-79]
14. «Comentaris per cercar raons». Butlletí dels Seminaris d'Ensenyament de Català. Circular adreçada exclusivament als Professors, juny 1969, p. 1-4. [OC, II, 80-84]
15. «‘’Pràcticas de catalán básico’’, de J. Llobera. Editorial Teide, Barcelona, 1969». Serra d'Or, 123 (desembre 1969), p. 107-108. [OC, II, 85-86]
16. «Els verbs ésser i estar en els predicats locatius». (Continuació.) Butlletí dels Seminaris d'Ensenyament de Català. Circular adreçada exclusivament als professors, gener 1970, p. 1-11. [OC, II, 87-99]
17. «Els verbs ésser i estar en els predicats locatius». (Continuació.) Butlletí dels Seminaris d'Ensenyament de Català. Circular adreçada exclusivament als professors, febrer 1970, p. 4-9. [OC, II, 100-106]
18. «Els verbs ésser i estar acompanyant adjectius o participis». Butlletí dels Seminaris d'Ensenyament de Català. Circular adreçada exclusivament als professors, març 1970, p. 1-6. [OC, II, 107-114]
19. «Els verbs ésser i estar acompanyant adjectius o participis». (Continuació.) Butlletí dels Seminaris d'Ensenyament de Català. Circular adreçada exclusivament als professors, abril 1970, p. 1-11. [OC, II, 115-127]
20. «Els verbs ésser i estar acompanyant adjectius o participis». (Continuació.) Butlletí dels Seminaris d'Ensenyament de Català. Circular adreçada exclusivament als professors, maig 1970, p. 1-10. [OC, II, 128-139]
21. «Els pronoms febles en i hi». Butlletí dels Seminaris d'Ensenyament de Català. Circular adreçada exclusivament als professors, juny 1970 (sense signar, sota la rúbrica «Pòrtic»), p. 1. [OC, II, 140-141]
22. «Uns altres usos del verb estar». Butlletí dels Seminaris d'Ensenyament de Català. Circular adreçada exclusivament als professors, juny 1970, p. 2-6. [OC, II, 147]
23. «Passar el llenguatge a la consciència». Butlletí dels Seminaris d'Ensenyament de Català. Circular adreçada exclusivament als professors, juliol-agost 1970 (sense signar, sota la rúbrica «Pòrtic»), p. 1. [OC, II, 148-149]
24. «Apunts sobre el joc expressiu atès amb els verbs ésser, haver, anar, estar i alguns altres». Butlletí dels Seminaris d'Ensenyament de Català. Circular adreçada exclusivament als professors, juliol-agost 1970, p. 2-8. [OC, II, 150-160]
25. «La diversa transcendència i la varietat dels barbarismes». Butlletí dels Seminaris d'Ensenyament de Català. Circular adreçada exclusivament als professors, setembre 1970 (sense signar, sota la rúbrica «Pòrtic»), p.1. [OC, II, 161-162]
26. «La llengua de sempre». Butlletí dels Seminaris d'Ensenyament de Català. Circular adreçada exclusivament als professors, octubre 1970 (sense signar, sota la rúbrica «Pòrtic»), p. 1. [OC, II, 163-164]
27. «Més enllà de la gramàtica». Butlletí dels Seminaris d'Ensenyament de Català. Circular adreçada exclusivament als professors, novembre 1970 (sense signar, sota la rúbrica «Davantal»), p. 1. [OC, II, 165-166]
28. «Ampliar la tàctica». Butlletí dels Seminaris d'Ensenyament de Català. Circular adreçada exclusivament als professors, desembre 1970 (sense signar, sota la rúbrica «Davantal»), p. 1. [OC, II, 167-168]
29. «Un exemple». Butlletí Interior dels Seminaris d'Ensenyament de Català, Any VI, núm. 58 (març 1971; sense signar, sota la rúbrica «Davantal»), 1971, p. 19 [OC, II, 169-170]
30. «La llengua puríssima en acció». Butlletí Interior dels Seminaris d'Ensenyament de Català, Any VI, núm. 59 (abril 1971; sense signar, sota la rúbrica «Davantal»), p. 28. [OC, II, 171-172]
31. «Explicant-ho amb un exemple». Butlletí Interior dels Seminaris d'Ensenyament de Català, Any VI, núm. 60 (maig 1971; sense signar, sota la rúbrica «Davantal»), p. 39. [OC, II, 173-174]
32. «Un mal vici». Butlletí Interior dels Seminaris d'Ensenyament de Català, Any VI, núm. 61 (juny 1971; sense signar, sota la rúbrica «Davantal»), p. 48. [OC, II, 175-176]
33. «Què cal ensenyar primer de tot». Butlletí Interior dels Seminaris d'Ensenyament de Català, Any VI, núm. 62 (juliol-agost 1971; sense signar, sota la rúbrica «Davantal»), p. 59. [OC, II, 177]
34. «D'un anunci». Butlletí Interior dels Seminaris d'Ensenyament de Català, Any VI, núm. 63 (setembre 1971; sense signar, sota la rúbrica «Davantal»), p. 68. [OC, II, 178-179]
35. «De la traducció dels barbarismes». Butlletí Interior dels Seminaris d'Ensenyament de Català, Any VI, núm. 66 (desembre 1971; sense signar, sota la rúbrica «Davantal»), p. 98. [OC, II, 180-181]
36. «El verb estar i el verb ésser». Curs per correspondència per al professorat - 1971. Grau elemental, Barcelona, Delegació d'Ensenyament de Català d'Òmnium Cultural, desembre 1971, ciclostilat: «Tramesa VIII», «Tramesa IX» i «Tramesa X», p. 8-1 a 8-7; 9-1 a 9-5 i 10-1 a 10-3, respectivament. [OC, II, 182-201]
37. «La traducció del castellà». Curs per correspondència per al professorat - 1971. Grau elemental. Barcelona, Delegació d'Ensenyament de Català d'Òmnium Cultural, desembre 1971, ciclostilat: «Tramesa XXXI», pp. 31-35 i 31-36. [OC, II, 202-203]
38. «Esportivament». Butlletí Interior dels Seminaris d'Ensenyament de Català, Any VII, núm. 67 (gener 1972; sense signar, sota la rúbrica «Davantal»), p. 1. [OC, II, 204-205]
39. «En continuem parlant». Butlletí Interior dels Seminaris d'Ensenyament de Català, Any VII, núm. 69 (març 1972; sense signar, sota la rúbrica «Davantal»), p. 17. [OC, II, 206]
40. «Al nivell més elemental». Butlletí Interior dels Seminaris d'Ensenyament de Català, Any VII, núm. 70 (abril 1972; sense signar, sota la rúbrica «Davantal»), p. 25. [OC, II, 207-208]
41. «Corol·lari de l'estudi sobre els verbs ésser i estar». Butlletí Interior dels Seminaris d'Ensenyament de Català, Any VII, núm. 70 (abril 1972), p. 26-30. [OC, II, 209-2015]
42. «Una semblança». Butlletí Interior dels Seminaris d'Ensenyament de Català, Any VII, núm. 71 (maig 1972; sense signar, sota la rúbrica «Davantal»), 34. [OC, II, 216-217]
43. «La llengua dels renaixentistes». Butlletí Interior dels Seminaris d'Ensenyament de Català, Any VII, núm. 73 (juliol-setembre 1972; sense signar, sota la rúbrica «Davantal»), p. 53. [OC, II, 218-219]
44. «Les autopistes». Butlletí Interior dels Seminaris d'Ensenyament de Català, Any VII, núm. 75 (novembre-desembre 1972; sense signar, sota la rúbrica «Davantal»), p. 69. [OC, II, 220-221]
45. «Retalls». Butlletí Interior dels Seminaris d'Ensenyament de Català, Any VIII, núm. 76 (gener 1973; sense signar, sota la rúbrica «Davantal»), p. 1. [OC, II, 222-223]
46. «El llenguatge també compta». Butlletí Interior dels Seminaris d'Ensenyament de Català, Any VIII, núm. 77 (febrer 1973; sense signar, sota la rúbrica «Davantal»), p. 10. [OC, II, 224]
47. «El model i la imatge». Butlletí Interior dels Seminaris d'Ensenyament de Català, Any VIII, núm. 78 (març 1973; sense signar, sota la rúbrica «Davantal»), p. 20. [OC, II, 225]
48. «L'expressió concreta, plena de matisos». Butlletí Interior dels Seminaris d'Ensenyament de Català, Any VIII, núm. 79 (abril 1973; sense signar, sota la rúbrica «Davantal»), p. 28. [OC, II, 226]
49. «Sobre les combinacions binàries de pronoms febles». Butlletí Interior dels Seminaris d'Ensenyament de Català, Any VIII, núm. 82 (juliol 1973), p. 59-64. [OC, II, 227-234]
50. «Sobre els exàmens per a professor de català». Butlletí Interior dels Seminaris d'Ensenyament de Català, Any IX, núm. 92 (octubre 1974), p. 42-45. [OC, II, 235-239]
51. «Josep Munté i Vilà, L'aprenentatge del català». Butlletí Interior dels Seminaris d'Ensenyament de Català, Any IX, núm. 92 (octubre 1974; sense signar, dins la secció «Llibres»), p. 46-47. [OC, II, 240-242]
52. «Ésser». Gran enciclopèdia catalana, Volum 7, Barcelona: Enciclopèdia Catalana, 1974, p. 87. [OC, II, 243-244]
53. «Estar». Gran enciclopèdia catalana, Volum 7, Barcelona: Enciclopèdia Catalana, 1974, p. 105. [OC, II, 245-246]
54. «El partitiu». Butlletí Interior dels Seminaris d'Ensenyament de Català, Any X, núm. 101 (octubre 1975), p. 86-88. [OC, II, 247-249]
55. «El català inventat». Butlletí Interior dels Seminaris d'Ensenyament de Català, Any XI, núm. 104 (gener-febrer 1976; sense signar, sota la rúbrica «Davantal»), p. 1-2. [OC, II, 250-251]
56. «Les gramàtiques catalanes de 1912 i de 1918 de Pompeu Fabra». Inèdit; redactat el 1978 i reelaborat posteriorment. [OC, II, 252-271]
57. «Les referències». Llengua i Administració, 2 (juny 1982), p. 7. [OC, II, 272]
58. «Sobre les combinacions binàries de pronoms febles». Estudis Universitaris Catalans, XXV (1983): «Estudis de Llengua i Literatura Catalanes oferts a R. Aramon i Serra, III», Barcelona, Curial Edicions Catalanes, p. 583-596. [OC, II, 273-289]
59. «Qui fa la llengua?». Escola Catalana. Publicació de la Delegació d'Ensenyament Català d'Òmnium Cultural, 225 (juny 1986), p. 12-13. [OC, II, 290-292]
60. «Comentari a un incitament de Verinosa llengua (I)». Escola Catalana. Publicació de la Delegació d'Ensenyament Català d'Òmnium Cultural, 228 (novembre 1986), p. 6-7. [OC, II, 293-295]
61. «Comentari a un incitament de Verinosa llengua (i II)». Escola Catalana. Publicació de la Delegació d'Ensenyament Català d'Òmnium Cultural, 229 (desembre 1986), p. 3-4. [OC, II, 296-298]
62. «A cada bugada perdem un llençol». Escola Catalana. Publicació de la Delegació d'Ensenyament Català d'Òmnium Cultural, 234 (maig 1987), p. 7-8. [OC, II, 298-301]
63. «Unes quantes conseqüències del bilingüisme». Escola Catalana. Publicació de la Delegació d'Ensenyament Català d'Òmnium Cultural, 240 (novembre 1987), p. 7-8. [OC, II, 302-304]
64. «Estàndard i escola». Escola Catalana. Publicació de la Delegació d'Ensenyament Català d'Òmnium Cultural, 252 (novembre 1988), p. 2-3. [OC, II, 305-308]
65. «Record de Fabra al cementiri de Prada (Conflent)». Escola Catalana. Publicació de la Delegació d'Ensenyament Català d'Òmnium Cultural, 254 (gener 1989), p. 5-6. [OC, II, 309-312]
66. «Per què defensem el català». Escola Catalana. Publicació de la Delegació d'Ensenyament Català d'Òmnium Cultural, 264 (gener 1990), p. 8-9. [OC, II, 313-315]
67. «La violació del català». Intervenció en l'acte de presentació del llibre La violació del català, de M. Lluïsa Pazos, a l'Ateneu Barcelonès, el dia 3 d'abril de 1992. [OC, II, 316-320]
68. «Genuïnitat i conjuntura actual de la llengua». Intervenció en l'acte de presentació de l'associació Llengua Nacional a la Societat Catalana de Llengua i Literatura, el dia 15 de maig de 1992. [OC, II, 321-322]
69. «Barroeria i confusions en l'adaptació de mots tècnics». Dins Una llengua sense ordre ni concert (M. Lluïsa Pazos, ed.), Vilassar de Mar: Oikos-Tau, 1993, p. 109-114. [OC, II, 323-327]
70. «Contradiccions». Llengua Nacional, 11 (febrer 1993), p. 34-35. [OC, II, 328-330]
71. «Contradiccions. Segona part». Llengua Nacional, 12 (agost 1993), p. 6-7. [OC, II, 331-334]
72. «Un llibre informatiu bàsic». Serra d'Or, 405 (setembre 1993), p. 51. [OC, II, 335-337]
73. «Usos dels verbs ésser i estar». Inèdit. Resum fet per al cercle filològic que es reunia amb Jaume Vallcorba i Rocosa; porta data de 19 de novembre de 1993. [OC, II, 338-343]
74. «Història de la llengua catalana». Llengua Nacional, 14 (juny 1994), p. 33-34. [OC, II, 344-345]
75. «Llenguatge, llengua i futbol». Ateneu. Revista de Cultura, Segona època, 11 (juliol 1994), Barcelona, Ateneu Barcelonès, p. 22-23. [OC, II, 346-350]
76. «Observacions crítiques i pràctiques sobre el català d'avui. De J. Ruaix». Llengua Nacional, 15 (desembre 1994), p. 13-15. [OC, II, 351-353]
77. «El llenguatge científic català. De Carles Riera». Escola Catalana. Publicació de la Delegació d'Ensenyament Català d'Òmnium Cultural, 315 (any XXIX; desembre 1994), p. 53. [OC, II, 354-355]
78. «Pròleg». Dins Ramon Amigó, L'ensenyança de la llengua catalana, des de Reus, sota el franquisme. Reus: Edicions del Centre de Lectura, 1994, p. 9-19. [OC, II, 356-364]
79. «Homenatge a Miquel Fullana». Actes de la II Jornada sobre Llengua i Terminologia de la Construcció. Barcelona, 30 de novembre 1994, Barcelona: Generalitat de Catalunya-Departament de Política Territorial i Obres Públiques, 1995, p. 32-44. [OC, II, 365-375]
80. «Observacions sobre els pronoms febles en i hi». Llengua Nacional, 22 (març 1998), p. 19-22. [OC, II, 376-383]
81. «No sé si fa riure o plorar». Llengua Nacional, 23 (juny 1998), p. 10-11. [OC, II, 384-386]
82. «Per què el castellà evolucionà de ser a estar i el català no ho ha fet». Llengua Nacional, 23 (juny 1998), p. 12-19. [OC, II, 387-401]
83. «No ens deixem enganyar». Llengua Nacional, 24 (setembre 1998; sense signar, sota la rúbrica «Editorial»), p. 3-4. [OC, II, 402-404]
84. «Apunts per al bon ús dels verbs ésser i estar». Llengua Nacional, 24 (setembre 1998), p. 26. [OC, II, 405-406]
85. «Com és constituït el complement circumstancial de durada limitada». Llengua Nacional, 26 (primavera 1999), p. 24-25. [OC, II, 407-410]
86. «El verb estar sense acompanyar-lo cap complement temporal». Llengua Nacional, 27 (estiu 1999), p. 21-24. [OC, II, 411-416]
87. «Les interferències en els adverbials en i hi i les substitucions esgarriadores. Primera part: Presentació. Les fórmules castellanes». Llengua Nacional, 28 (tardor 1999), p. 18-24. [OC, II, 417-431]
88. «Les interferències en els adverbials en i hi i les substitucions esgarriadores. Segona part: Les formulacions catalanes». Llengua Nacional, núm. 29 (hivern 1999), p. 12-19. [OC, II, 432-446]
89. «Les interferències en els adverbials en i hi i les substitucions esgarriadores. Tercera part: Les interferències i les substitucions. L'anaforisme del partitiu (I)». Llengua Nacional, 30 (primavera 2000), p. 13-21. [OC, II, 447-464]
90. «Les interferències en els adverbials en i hi i les substitucions esgarriadores. Quarta part: Les interferències i les substitucions entorn del quantitatiu partitiu (II) i del substantiu fent de nucli de la frase». Llengua Nacional, 31 (estiu 2000), p. 23-29. [OC, II, 465-479]
91. «Les interferències en els adverbials en i hi i les substitucions esgarriadores. Cinquena i darrera part: Les interferències i les substitucions entorn del complementari del nom». Llengua Nacional, 32 (tardor 2000), p. 15-20. [OC, II, 480-492]
92. «Dues anècdotes». Llengua Nacional, 31 (juny 2000, la segona part; la primera restà inèdita), p. 16. [OC, II, 493-496]
93. «Les llengües són molt més que un mitjà per a comunicar-nos». Llengua Nacional, 33 (hivern 2000), p. 9 -12. [OC, II, 497-502]
94. «No perdem la dignitat». Llengua Nacional, 34 (primavera 2001), p. 9. [OC, II, 503-504]
95. «Exemples il·lustradors d'un dels usos d'ésser i estar». Llengua Nacional, 34 (primavera 2001), p. 14. [OC, II, 505-507]
96. «Un important diccionari diferent». Llengua Nacional, 34 (primavera 2001), p. 42. [OC, II, 508-509]
97. «La invasió dels verbs en condicional». Llengua Nacional, 35 (estiu 2001), p. 18-19. [OC, II, 510-514]
98. «La cultura catalana, una de les més grans». Llengua Nacional, 36 (tardor 2001), p. 5. [OC, II, 515-517]
99. «Acabar amb: quan és bo i quan no ho és?» Llengua Nacional, 36 (tardor 2001), p. 17-18. [OC, II, 518-521]
100. «Les interferències en els adverbials en i hi i les substitucions esgarriadores. Addenda (I)». Llengua Nacional, 37 (hivern 2001), p. 13-15. [OC, II, 522-529]
101. «Quin model de llengua ens arriba?» Llengua Nacional, 37 (hivern 2001), p. 29. [OC, II, 530-531]
102. «Record de Manuel Miquel i Planas». Llengua & Literatura. Revista anual de la Societat Catalana de Llengua i Literatura, 13 (2002), p. 487-488. [OC, II, 532-534]
103. «El prestigi de les llengües». Llengua Nacional, 38 (primavera 2002), p. 12-13. [OC, II, 535-538]
104. «Haver-hi en lloc d'estar». Llengua Nacional, 38 (primavera 2002), p. 16. [OC, II, 539-540]
105. «Manuel Miquel i Planas, in memoriam». Llengua Nacional, 38 (primavera 2002), p. 35. [OC, II, 541-542]
106. «Les interferències en els adverbials en i hi i les substitucions esgarriadores. Addenda (II i última). Llengua Nacional, 39 (estiu 2002), p. 16-17. [OC, II, 543-548]
107. «Posposar no és ajornar». Llengua Nacional, 40 (tardor 2002), p. 22. [OC, II, 549-550]
108. «Les parts i el tot». Llengua Nacional, 41 (hivern 2002), p. 16. [OC, II, 551-553]
109. «A la cafeteria». Llengua Nacional, 41 (hivern 2002), p. 25. [OC, II, 554]
110. «Hi cal ésser o estar?» Llengua Nacional, 41 (hivern 2002), p. 27. [OC, II, 555-556]
111. «Girar què?» Inèdit, 2002. [OC, II, 557-559]
112. «Amb n'hi ha». Inèdit, 2002. [OC, II, 560-562]
113. «Dos circumstancials de temps: el de durada limitada i el de datació». Inèdit, 2002. [OC, II, 563-564]
114. «No us subordineu al castellà». Inèdit, 2002. [OC, II, 565-566]
115. «La llengua de la joventut i la del carrer». Inèdit, text d'una conferència, 2003. [OC, II, 567-570]
116. «Cal fer sonar un català genuí». Llengua Nacional, 42 (primavera 2003), p. 15. [OC, II, 571-572]
117. «En català distingim sempre ‘’partitiu’’ de ‘’sencer’’». Llengua Nacional, 42 (primavera 2003), p. 20. [OC, II, 573-574]
118. «El daltabaix dels verbs i els pronoms febles». Llengua Nacional, 43 (estiu 2003), p. 14-15. [OC, II, 575-579]
119. «Diversos i uns quants». Llengua Nacional, 43 (estiu 2003), p. 18. [OC, II, 580-582]
120. «L'aprenentatge lingüístic». Llengua Nacional, 44 (tardor 2003), p. 9. [OC, II, 583-584]
121. «De totes passades o a totes passades». Llengua Nacional, 44 (tardor 2003), p. 9. [OC, II, 585-586]
122. «Ésser o estar en un lloc». Llengua Nacional, 45 (hivern 2003), p. 20. [OC, II, 587-589]
123. «La essa sonora i la sorda». Llengua Nacional, 45 (hivern 2003), p. 21. [OC, II, 590-591]
124. «Sobre el pronom ell (i flexió)». Inèdit, 2004. [OC, II, 592-597]
125. «Sobre ésser i estar». Llengua Nacional, 47 (II trimestre 2004), p. 20. [OC, II, 598-600]
126. «Hi ha previst». Llengua Nacional, 47 (II trimestre 2004), p. 21. [OC, II, 601-602]
127. «Gens i res per a comentar el res de res». Llengua Nacional, 48 (III trimestre 2004), p. 23. [OC, II, 603-605]
128. «Recordem un dels usos dels quantificadors». Llengua Nacional, 50 (I trimestre 2005), p. 35. [OC, II, 606-608]
129. «Estar-hi fins a ésser-ne fora». Llengua Nacional, 51 (II trimestre 2005), p. 21. [OC, II, 609-611]
130. «Tothom». Llengua Nacional, 51 (II trimestre 2005), p. 22-23. [OC, II, 612-614]
131. «Deixar estar». Llengua Nacional, 51 (II trimestre 2005), p. 23. [OC, II, 615-616]
132. «Concordança semàntica amb ésser». Llengua Nacional, 53 (IV trimestre 2005), p. 33. [OC, II, 617-618]
133. «Educació perversa». Llengua Nacional, 54 (I trimestre 2006), p. 7. [OC, II, 619-620]
134. «Usos no genuïns de l'article el». Llengua Nacional, 54 (I trimestre 2006), p. 20-21. [OC, II, 621-624]
135. «Usos propis i espuris d'anar i estar + gerundi». Llengua Nacional, 57 (IV trimestre 2006), p. 15-16. [OC, II, 625-629]
136. «Això mateix, el mateix, igual». Inèdit, 2006. [OC, II, 630-631]
137. «El pronom i l'adverbi castellà algo». Llengua Nacional, 59 (II trimestre 2007), p. 17. [OC, II, 632-633]
138. «L'adjectiu i l'adverbi menys». Llengua Nacional, 59 (II trimestre 2007), p. 18. [OC, II, 634-636]
139. «Precisions lèxiques». Llengua Nacional, 61 (IV trimestre 2007), p. 22-23. [OC, II, 637-640]
- Notes publicades al calendari Bloc Maragall (Barcelona: Editorial Miquel Arimany)

2.189 notes breus sobre temes gramaticals i lingüístics publicades setmanalment en el bloc de l'any 1964 i els blocs dels anys successius fins al bloc de l'any 2005, inclusivament.

Posteriorment han estat en part reproduïdes en els llocs següents:
1. 337 notes triades dels blocs del 1964 al 1978, agrupades en vuit capítols temàtics, publicades formant el llibre Punts essencials de català en lliçons breus (número 3 de l'apartat de Monografies).
2. 3 notes publicades a Òmnium Cultural. Butlletí Informatiu Col·leccionable, 29, 31 i 32 (1998 i 1999), Terrassa. [OC, III, notes 1034, 1069, 1074]
3. 5 notes publicades a Llengua Nacional, 40, 42, 44, 45 i 59 (2002, 2003 i 2007). [OC, III, notes 978, 1274, 1301, 1284, 1290]
4. 33 notes publicades a Paraules i Fets. La Revista de Campdevànol, núms. 16 al 31 (del 2003 al 2008), sota la rúbrica «Reflexions lingüístiques». [OC, III, notes 98, 160, 537, 187, 188, 1254, 1268, 1274, 1284, 1285, 1292, 1292, 1301, 1305, 1306, 1309, 1310, 1314, 1317, 1341, 1342, 1348, 1351, 1352, 1353, 1356, 1357, 1358, 1368, 1381, 1383, 1391, 1398]
5. 1.409 notes publicades al volum III de l'obra completa, que són totes les aparegudes al Bloc Maragall de l'any 1979 i dels anys successius fins al darrer, corresponent a l'any 2005.
- Bibliografia no recollida en l'Obra gramatical i lingüística completa

1. «Pinya de Rosa de Joaquim Ruyra». [Primera part.] Antena. Hojas semanales de les alumnos del Instituto Maragall, 2 (1 maig 1937), p. 4.
2. «Pinya de Rosa de Joaquim Ruyra». [Acabament.] Antena. Fulles setmanals dels alumnes de l'Institut Maragall, 3 (22 maig 1937), p. 4.
3. «Apunt». Antena. Fulls setmanals dels alumnes de l'Institut Maragall, 4 (15 maig 1937), p. 3.
4. «La poesia de Sagarra». Antena. Fulls setmanals dels alumnes de l'Institut Maragall, 5 (29 maig 1937), p. 3.
5. «Els ideals de Joan Maragall». Antena. Fulls setmanals dels alumnes de l'Institut Maragall, 6 (8 juliol 1937), p. 7.
6. «Quelcom sobre ‘’Vals'’». Antena. Fulls setmanals dels alumnes de l'Institut Maragall, 7 (15 juliol 1937), p. 1.
7. «Humorisme?». Antena. Fulls setmanals dels alumnes de l'Institut Maragall, 8 (22 juliol 1937), p. 3 i 8.
8. Les arts i els artistes. Apunts i pensaments per a una història de la literatura catalana. Inèdit manuscrit, 1937 – 1940, 196 p.
9. «No cal». Serra d'Or, III-5 (maig 1961), p. 15-16.
10. «Nota sobre Joaquim Ruyra». Inèdit mecanografiat, 1962, 9 p.
11. «El testimoniatge de Teresa de Lisieux». Serra d'Or, VI-7 (juliol 1964), p. 10 [418].
12. «Les grans amistats, per Raïssa Maritain». Serra d'Or, VI-7 (desembre 1964), p. 88 [888].
13. «Gent del sud. Novel·la de Concepció G. Maluquer». Serra d'Or, VII-4 (abril 1965), p. 80 [312].
14. «Escenificació de cinc poemes, de J. V. Foix». Serra d'Or, VII-8 (agost 1965), 42-43 [602-603].
15. «Xilografies menorquines, de F. Martí i Camps. Cafè de plaça, d'Alexandre Cuéllar. Històries de veïnat, d'Edmund Brazès». Serra d'Or, VIII-3 (març 1966), p. 68-69 [228-229]
16. «El Lazarillo de Tormes i la Inquisició. I». El Pont. La cultura catalana tal com l'anem fent, 74 (1969), Barcelona, Miquel Arimany, p. 5-12.
17. «El Lazarillo de Tormes i la Inquisició. II». El Pont. La cultura catalana tal com l'anem fent, 75 (1969), Barcelona, Miquel Arimany, p. 13-19.
18. «Els contes de Víctor Català». El Pont. La cultura catalana tal com l'anem fent, 88 (1969), Barcelona, Miquel Arimany, p. 4-16. Escrit el 1962.
19. El teatre de Russinyol i el Modernisme, amb motiu de la lectura d'Els Jocs Florals de Canprosa. Inèdit mecanografiat, 1977, 117 p.
20. El primer teatre de Santiago Rusiñol. Aportació al cinquantenari de la mort de Rusiñol. Inèdit mecanografiat, 1977, 100 p. Presentat al premi «Per Comprendre» de les Festes Populars de Cultura Pompeu Fabra de Cantonigròs, 1981.

## Premis i títols
- 1967: Premi Pompeu Fabra dels Jocs Florals de la Llengua Catalana
- 2003: Creu de Sant Jordi